# 알렉산데르 탐메르트
알렉산데르 탐메르트(에스토니아어: Aleksander Tammert, 1973년 2월 2일 ~ )는 에스토니아의 육상 선수이다.

## 육상 경력
타르투 출신으로 아버지인 알렉산데르 1세는 포환던지기 선수이다. 2004년 하계 올림픽 대회 원반던지기 종목에서 4위에 올랐으나, 우승자인 퍼제커시 로베르트가 실격 처리되면서 동메달을 획득했다. 1개월 후 그는 월드 애슬레틱스 파이널에서 3위를 했다.
2005년에는 세계 선수권 대회와 월드 애슬레틱스 파이널에서 4위를 했다. 같은 국적인 게르드 칸테르는 두 대회에서 은메달을 획득했다. 이듬 해인 2006년에는 유럽 선수권 대회와 월드 애슬레틱스 파이널에서 3위를 했다. 칸테르는 두 대회에서 다시 한 번 은메달을 획득했다.

## 개인사
탐메르트는 슬로베니아의 창던지기 선수인 엘리자베타 란디엘로비치와 결혼했다.